# Caerina
A caerina é um grupo de péptidos com propriedades antibacterianas e antivirais, encontrada em alguns organismos de répteis, como a rela rã-arborícola-de-White.